# Ултра Мюзик Фестивал
Ултра Мюзик Фестивал (UMF) е ежегоден фестивал за електронна танцова музика, провеждан през март в Маями, щата Флорида, САЩ. Той е сред най-големите фестивали в света.

## История
Създаден е от Ръсел Фабйш и Алекс Омес през 1999 г. Наименуван е на албума Ultra на Depeche Mode от 1997 г.
Провежда се в центъра на Маями в Bayfront Park . През 1999 – 2006 г. фестивалът е еднодневен, през 2007 – 2010 г. е двудневен, от 2011 г. се провежда в три дни, от петък до неделя, през март . Ултра фестивалът през 2016 г. е посетен от 165 000 души .
На 27 септември 2018 г. членовете на комисията в Маями гласуват единодушно против разрешаването на фестивала в Bayfront Park, позовавайки се на оплаквания от близките жители и шум от фестивала. През ноември 2018 г. организаторите на фестивала предлагат да се премести на Вирджиния Кей, като се използва Вирджиния Кей Бийч и околните райони. Предложението на организаторите на фестивала е срещнато със съпротива от страна на официални лица в Ки Бискейн.На 15 ноември 2018 г. членовете на комисията в Маями единодушно гласуват фестивалът да се провежда на Вирджиния Кей.
През 2020 г. фестивалът първоначално е отменен поради разпространението на пандемията от COVID-2019. Проведен е онлайн през 2020 г. 

## Ултра Уърлдуайд
Ултра Уърлдуайд е ежегоден фестивал, провеждан в разни страни по света.
Организаторите представят Ултра Уърлдуайд през 2008 г. Първата държава е Бразилия с фестивала Ултра Бразил, който се провежда в Сао Пауло, а сега се провежда в Рио де Жанейро.

Освен в основното място (Маями) фестивалът се провежда и в градовете:
- Сплит и Хвар (Хърватия)
- Шанхай (Китай)
- Кута (Индонезия)
- Токио (Япония)
- Мексико Сити (Мексико)
- Рио де Жанейро (Бразилия)
- Йоханесбург и Кейптаун (Южна Африка)
- Сеул (Южна Корея)
- Сингапур
- Делхи и Мумбай (Индия)
- Тайпе (Тайван)
- Манила (Филипини)
- Уест Коулун (Хонконг)
- Банкок (Тайланд)
- Буенос Айрес (Аржентина)
- Лима (Перу)
- Сантяго (Чили)
- Санта Крус де ла Сиера (Боливия)
- Асунсион (Парагвай)
- Сан Хуан (Пуерто Рико)